# Eckhard Lesse
Eckhard Lesse (né le 1er décembre 1948 à Badeborn) est un athlète est-allemand spécialiste du marathon. Vice-champion d'Europe à Rome en 1974, il a aussi détenu le record d'Allemagne de l'Est du marathon. Concourant pour le SC Magdeburg, il deviendra président de sa section handball en 2009-2010 ; il a aussi présidé la section volley-ball de l'université technique de Dresde.

## Biographie

### Palmarès
| Date | Compétition           | Lieu   | Résultat | Performance     |
| ---- | --------------------- | ------ | -------- | --------------- |
| 1972 | Jeux olympiques d'été | Munich | 25e      | 2 h 22 min 49 s |
| 1974 | Championnats d'Europe | Rome   | 2e       | 2 h 14 min 57 s |

### Records
| Épreuve  | Performance     | Lieu    | Date            |
| -------- | --------------- | ------- | --------------- |
| Marathon | 2 h 12 min 02 s | Fukuoka | 8 décembre 1974 |